# Chayuan (sockenhuvudort i Kina, Jiangxi Sheng, lat 26,48, long 115,16)
Chayuan är en sockenhuvudort i Kina. Den ligger i provinsen Jiangxi, i den sydöstra delen av landet, omkring 260 kilometer söder om provinshuvudstaden Nanchang. Antalet invånare är 17 923. Befolkningen består av 8 838 kvinnor och 9 085 män. Barn under 15 år utgör 29,0 %, vuxna 15-64 år 61 %, och äldre över 65 år 9,0 %.
Runt Chayuan är det ganska tätbefolkat, med 192 invånare per kvadratkilometer. Närmaste större samhälle är Gaoxing, 13,1 km öster om Chayuan. I omgivningarna runt Chayuan växer i huvudsak blandskog.
Genomsnittlig årsnederbörd är 1 925 millimeter. Den regnigaste månaden är maj, med i genomsnitt 327 mm nederbörd, och den torraste är oktober, med 21 mm nederbörd.